# Wahaika
Die Wahaika (auch Patu, Wahaika paraoa) ist eine Keule der Māori.

## Geschichte
Die Wahaika wurde von den Māori als Kriegswaffe entwickelt. Sie entstand vor der Kolonialisierung durch die Europäer.

## Beschreibung
Die Wahaika hat einen Schlagkopf, der in etwa die Form eines stumpfen Hakens hat. Die Außenränder sind dünn und scharf ausgeschliffen. Auf dem Schlagblatt finden sich oft traditionelle Verzierungen, die von den Māori-Künstlern sehr filigran ausgeführt sind. Der Haken an der unteren Seite wird dazu benutzt, die Waffen des Gegners zu parieren und ihn zu entwaffnen. Der Heft ist glatt geschliffen und an seinem Ende ebenfalls fein geschnitzt. Am Ende ist der Griff durchbohrt, um eine Schlinge aus Hundezungenleder aufzunehmen. Diese dient dazu, die Keule an der Hand zu sichern. Die Wahaikas werden meist aus Holz, Walknochen oder auch aus Jade hergestellt.